# Pier Francesco Fiorentino

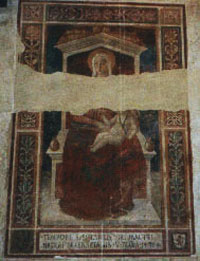
Madonna col Bambino in trono, Certaldo, Palazzo Pretorio, 1495

Pier Francesco Fiorentino (Firenze, 1444 o 1445 – post 1497) è stato un pittore italiano.

## Biografia
Figlio del pittore fiorentino Bartolomeo di Donato, ricevette la prima educazione artistica proprio nella bottega del padre.
A venticinque anni fu ordinato prete: è infatti conosciuto anche come Pier Francesco Prete.
Si formò nella cerchia di Benozzo Gozzoli e con lui lavorò a San Gimignano e Certaldo nel corso degli anni sessanta del Quattrocento.
Nel febbraio 1475 lavorò insieme al Ghirlandaio alla decorazione di una volta nella navata centrale del Duomo di San Gimignano.
Nello stesso anno realizzò una tavola con una Madonna in trono col Bambino tra i santi Matteo apostolo, Guglielmo eremita, Barbara e Sebastianoper la Cappella di San Guglielmo nella Collegiata di Empoli; l'opera adesso è esposta nel Museo attiguo alla Collegiata.

## Opere
Tra le opere dell'artista sono:
- la Madonna in trono e i santi Giusto e Tommaso (1477) e la Madonna col Bambino in trono tra i santi Bartolomeo e Antonio Abate (1490), entrambe conservate nel Museo civico ricavato all'interno del Palazzo Comunale di San Gimignano;
- la grande pala (1494) della chiesa di Sant'Agostino sempre in San Gimignano;
- numerosi affreschi nel Palazzo Vicariale a Certaldo, realizzati nel corso degli anni ottanta e novanta del Quattrocento;
- una tavola con  Madonna con Bambino con i santi Onofrio, Antonio abate, Bernardino, Stefano, Maria Maddalena (ottavo - nono decennio del XV secolo) al Museo civico e d'arte sacra di Colle di Val d'Elsa
- affreschi a Volterra e
- a Figline Valdarno, dove ha lasciato una Madonna col Bambino tra i santi Bartolomeo e Sebastiano nel chiostro della chiesa di San Francesco.

Curiosamente il nostro artista ha realizzato anche due immagini che sono oggi venerate come miracolose: una si trova presso il Santuario di Santa Maria Assunta a Pancole, San Gimignano, e l'altra a Villamagna di Volterra presso l'oratorio della Madonna della neve.
Non sappiamo con certezza la data della morte, è certo però che trascorse l'ultimo decennio del XV secolo nella Valdelsa.

## Le opere a San Gimignano

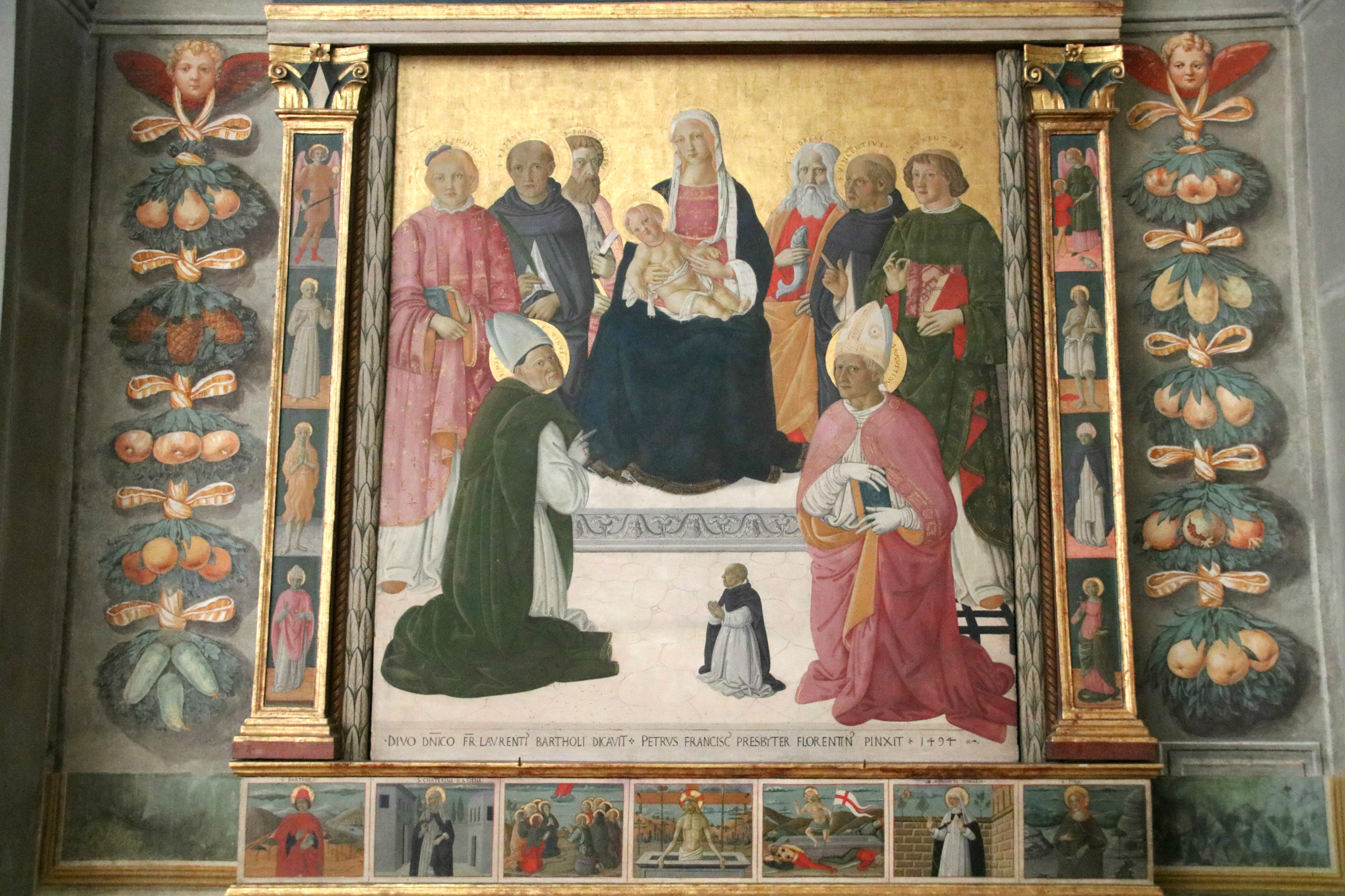
Madonna in trono col Bambino e santi, San Gimignano, chiesa di Sant'Agostino, 1494

Un primo documento datato 14 febbraio 1475 ci informa che l'Operaio della Collegiata di San Gimignano aveva pagato i pittori Domenico e Piero da Firenze per la decorazione ad affresco di una volta della navata centrale. Solitamente "Domenico" viene identificato con Domenico Ghirlandaio, mentre "Piero" viene riferito al nostro pittore.
Un secondo documento datato 20 febbraio 1477 ci segnala che Pier Francesco aveva affrescato tutta la navata centrale decorandola con bande orizzontali di marmi bianchi e neri e con figure di profeti, tranne la prima crociera dove erano figure di Taddeo di Bartolo e quella che sovrasta il presbiterio, decorata in seguito (1501 - 1502) da Bastiano Mainardi.
Datata tra gli anni sessanta e settanta del Quattrocento è invece una Crocifissione affrescata da Pier Francesco nella chiesa di Santa Lucia a Barbiano a pochi chilometri da San Gimignano. Alcune figure sono fortemente influenzate, se non derivate, da quelle presenti nelle celebri Storie della vita di sant'Agostino affrescate poco prima da Benozzo Gozzoli nella chiesa di Sant'Agostino, sempre a San Gimignano: questo porta alla datazione precedentemente espressa.
Tommaso Cortesi, domenicano, nel 1477 aveva commissionato a Pier Francesco Fiorentino una Madonna in trono tra i Santi Giusto e Tommaso, adesso nel Museo Civico della città, per la chiesa di San Giusto della quale era rettore. Questo spiega il perché siano stati scelti Giusto e Tommaso quali santi da affiancare alla Madonna: al primo era intitolata la chiesa, mentre il secondo era un chiaro riferimento a colui che aveva commissionato l'opera.
Sempre nel Museo civico della città, sempre frutto dello stesso committente, sempre realizzata da Pier Francesco è una Madonna col Bambino in trono tra i Santi Bartolomeo e Antonio Abate recante la seguente iscrizione:   "1490. FRATER THOMAS DE CORTESIIS FIERI FECIT." La tavola, che ancora conserva l'originale cornice, proviene dalla cappella rurale di Monti, presso San Gimignano.
Nel 1494 firma e data la pala d'altare per la chiesa di Sant'Agostino a San Gimignano:  "DIVO DNICO FR LAVRENTI BARTHOLI DICAVIT PETRUS FRANCISC PREBYTER FLORENTIN PINXIT 1494" . Si tratta di una Madonna in trono col Bambino e otto santi, più un committente inginocchiato in preghiera.

## L'affresco miracoloso di Pancole, San Gimignano

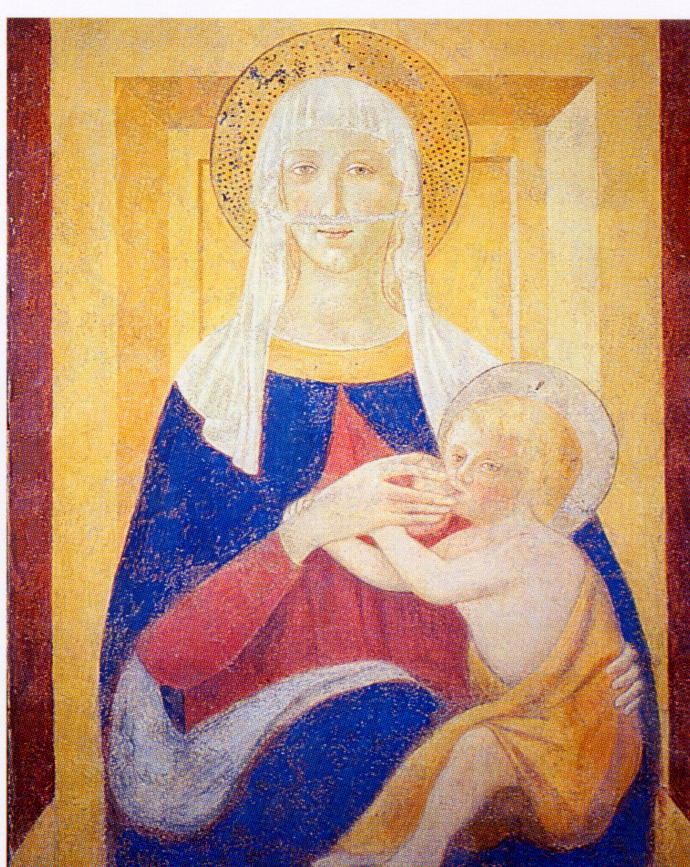
L'affresco miracoloso

Si tratta di un affresco con una Madonna con Bambino a mezza figura. Già creduto opera del Beato Angelico, viene variamente datato tra il 1475 e il 1499.
L'affresco oggi si trova all'interno del Santuario di Maria Santissima Madre della Divina Provvidenza, a Pancole (comune di San Gimignano) ed è grandemente venerato: il 2 maggio 1668 una fanciulla muta dalla nascita riacquistò la parola dopo che aveva scoperto questa immagine in un antico tabernacolo viario sepolto da rovi e spine.
Tante persone accorse sul posto, invocando Maria, ottennero grazie. La devozione crebbe a tal punto che già nel 1670 era stata edificata una chiesa a protezione dell'immagine sacra.

## Gli affreschi nel Palazzo Pretorio a Certaldo
Nel 1483 Pier Francesco fu chiamato a Certaldo dal Vicario Alberto di Antonio di Niccolò per realizzare nuovi affreschi nel Palazzo Pretorio e restaurarne alcuni rovinati nel 1479, allorquando tutto il borgo era stato messo a ferro e fuoco dalle truppe senesi, unite a quelle del Duca di Calabria nella guerra contro Firenze.
- L'affresco più antico riconducibile al nostro pittore è una Pietà fra san Giovanni Evangelista e la Maddalena, situato nella sala delle udienze, al piano terreno del Palazzo. In basso corre la scritta: "TEMPORE SPECTABILIS VIRI ALBERTI ANTONII NICCOLE.V.1484." (il Vicario committente è Alberto Antonio di Niccolò degli Alberti in carica dal dicembre 1483 al 30 giugno 1484).[5]
- Datata 1489 è una Madonna in trono col Bambino, affrescata nella "Camera del Cavaliere", antica sala del Palazzo Pretorio adibita alle istruttorie dei processi seguiti dal Vicario. Questo affresco è mutilo nel volto della Madonna: su di esso era stato posto uno stemma, che, seppur rimosso, ha provocato danni irrimediabili. Parzialmente leggibile l'iscrizione:  "PUCCIUS.IV. CONSULTOR YNMAGINEM HANC DIVE MARIE FIERI CURAVIT ANNO. SALUTIS.1489" [6]
- Nel cortile del Palazzo si trovava un'Incredulità di san Tommaso e san Girolamo penitente (1490), affresco ora staccato e conservato nella sala delle udienze: forte è il richiamo all'Incredulità di san Tommaso realizzata da Verrocchio per una delle nicchie di Orsanmichele a Firenze; il san Girolamo è invece mutuato dalla tavola realizzata da Piero del Pollaiolo nel 1483, per la chiesa di Sant'Agostino a San Gimignano, dove Pier Francesco aveva lavorato. In basso possiamo leggere:  “AL TEMPORE THOMASII PAULI DE MORELLIS. V. MCCCCLXXXX.”[7]
- Al piano nobile Pier Francesco affrescò una Madonna in trono fra i santi Girolamo e Francesco e alla sua destra un'Elemosina di san Martino, entrambi databili nei primi anni novanta del Quattrocento. Il tratto netto e deciso con cui le figure sono realizzate conferisce una certa fissità alle pose delle figure stesse, ma fa sì che la lettura delle immagini sia chiara e facilitata. La datazione dovrebbe collocarsi entro i primi anni novanta del Quattrocento.[8]
- Sempre nella stessa sala si trovano una Crocifissione e un San Giovanni Battista.
- Nella "Camera dei forestieri" realizzò ancora una Madonna in trono (1495), molto più influenzata dalle opere di Botticelli e Perugino. L'affresco risulta mutilato per la costruzione di un solaio, ora demolito: la testa del Bambino Gesù è andata irrimediabilmente perduta. Prospetticamente ben costruito, il trono è sormontato da due delfini.[9]
- Un'ultima testimonianza è l'affresco staccato con gli angeli reggicortina della chiesa sconsacrata di San Tommaso e Prospero, attigua al Palazzo, realizzata entro il nono decennio del Quattrocento: è una palese derivazione della celebre Madonna del parto di Piero della Francesca, conservata a Monterchi e che il nostro pittore doveva aver visto per aver lavorato nel Valdarno, dipingendo una Madonna e Santi nella chiesa di San Francesco a Figline. La Madonna che doveva trovarsi al centro è andata perduta per l'inserimento in epoca successiva di un tabernacolo in muratura proprio al centro dell'affresco. L'opera viene datata entro il nono decennio del Quattrocento.[10]

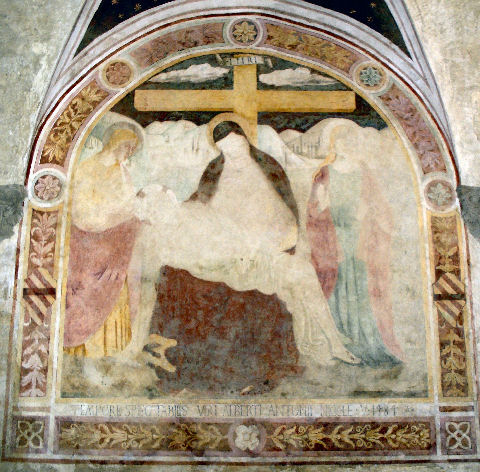
Pietà tra i santi Giovanni Evangelista e Maria Maddalena, Certaldo, Palazzo Pretorio
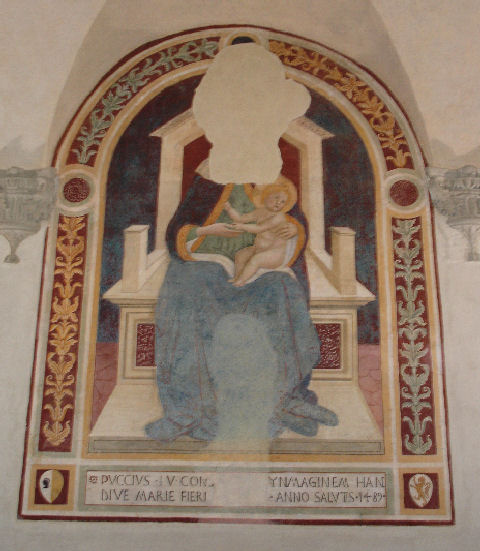
Madonna col Bambino, Certaldo, Palazzo Pretorio, 1489
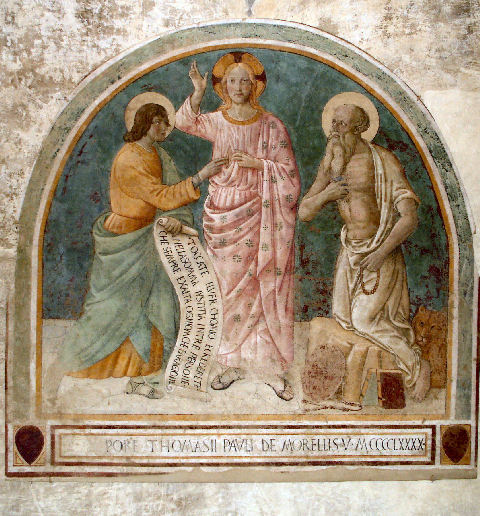
Incredulità di san Tommaso, Certaldo, Palazzo Pretorio
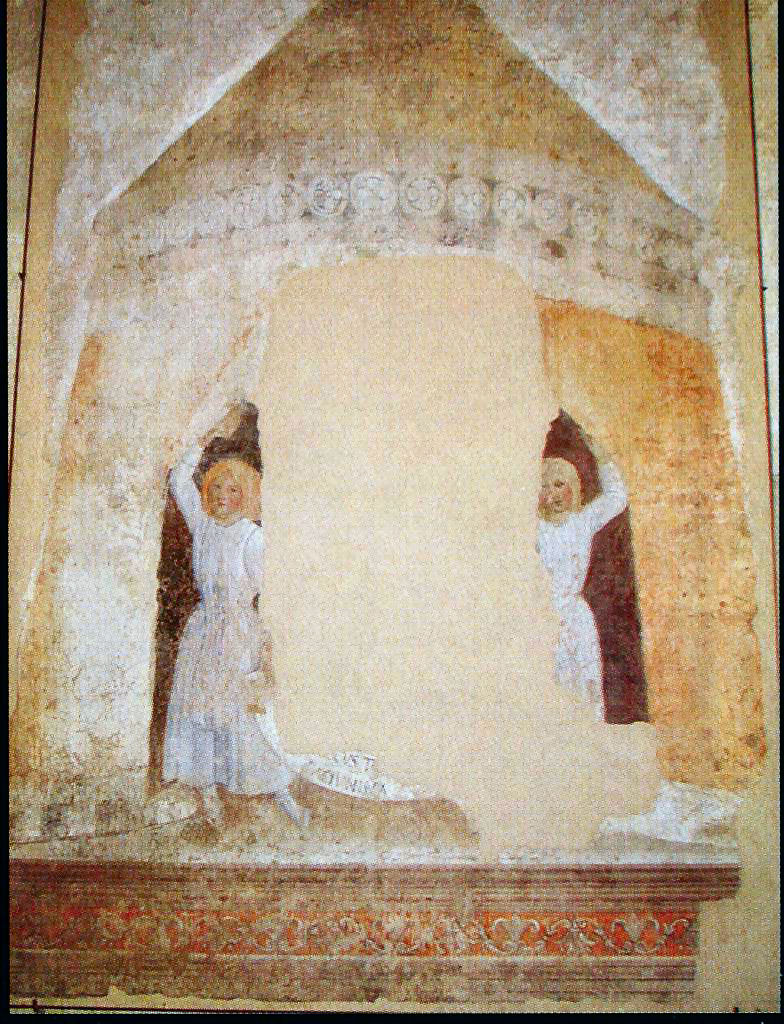
Angeli reggicortina, Certaldo, Ex chiesa dei Santi Tommaso e Prospero

## A Volterra
Pier Francesco affrescò nel Palazzo dei Priori a Volterra un Crocifisso e santi, datato 1490, in cima a una ripida scalinata che immette nella Sala del Maggior Consiglio. La datazione scaturisce dalla lettura di un'iscrizione molto lacunosa:  "FRANCESCO GIOVANNI CAPITANO MCCCCLXXXX" . Nell'affresco vediamo il Crocifisso al centro, perno della composizione, con ai lati, sulla sinistra la Madonna e inginocchiato san Francesco d'Assisi, mentre sulla destra san Giovanni Evangelista e inginocchiato san Giovanni Battista.
A Villamagna di Volterra, nell'Oratorio della Madonna della Neve, si conserva un venerato affresco raffigurante una Madonna in trono col Bambino, staccato e in seguito riportato su tavola, di mano del nostro pittore. L'oratorio della Madonna della neve fu costruito tra la fine del XVII e l'inizio del XVIII secolo per ospitare il venerato affresco fino ad allora ospitato in un tabernacolo. La festa della Madonna della neve si celebra il 5 di agosto. Inoltre presso lo stesso oratorio si celebra anche la festa della Madonna del Ringraziamento o della Madonna del tifo, la seconda domenica di ottobre: la popolazione di Villamagna nel XIX secolo essendo assediata da una violenta epidemia di tipo, fece voto di venerazione e di ringraziamento alla Madonna della neve, se fossero stati risparmiati; e così fu.

## Lo Pseudo Pier Francesco Fiorentino

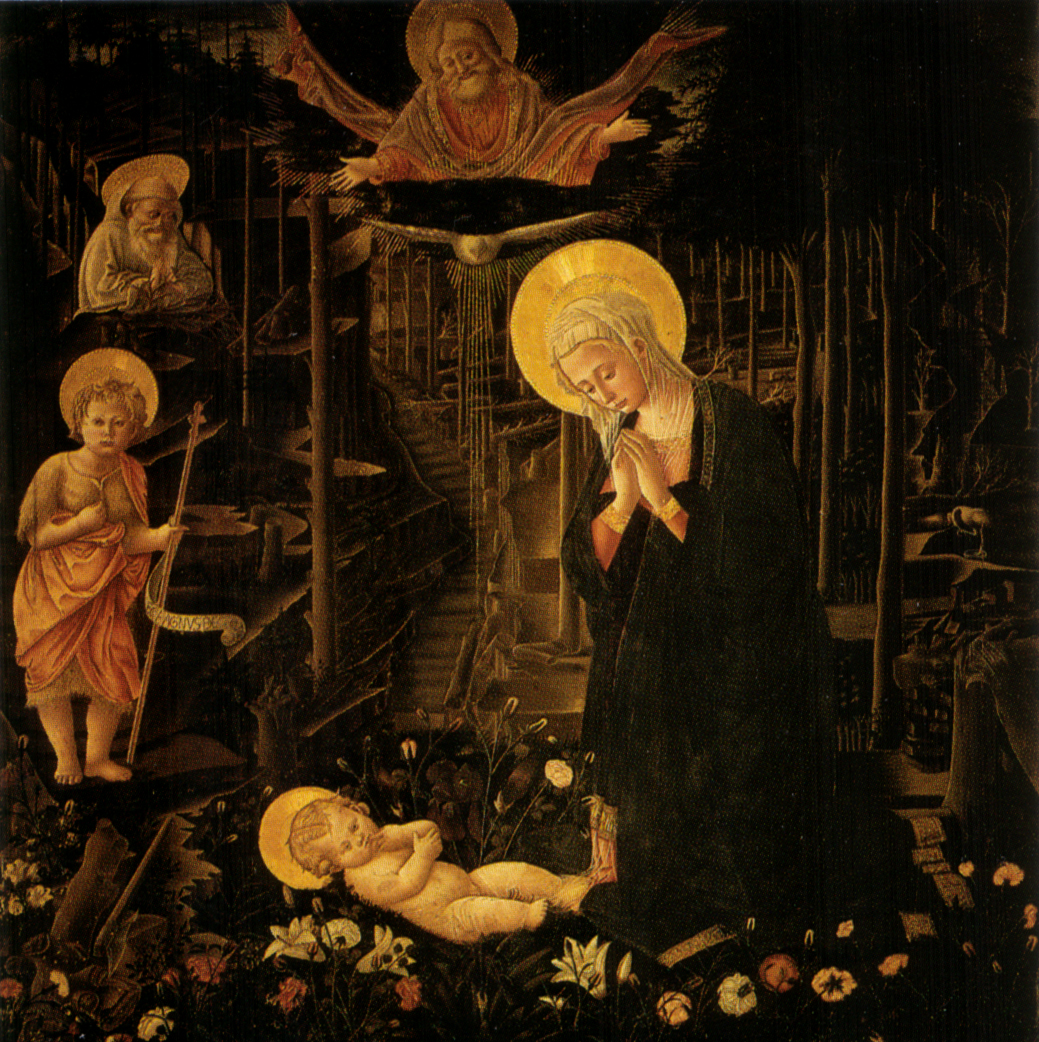
Pseudo Pier Francesco Fiorentino, copia della Natività di Filippo Lippi nella Cappella dei Magi

Frederick Mason Perkins (Nuovi appunti sulla Galleria Belle Arti di Siena, "La Balzana", II, 1928, pp. 183 – 203) coniò questo appellativo nel 1928, sotto il quale riunì un cospicuo gruppo di opere che Bernard Berenson (The Florentine Painters of the Renaissance, New York - London, 1900, pp. 132 – 134) aveva attribuito a Pier Francesco Fiorentino. Anche il Berenson in seguito accetterà questa correzione.
Si ritiene che lo Pseudo Pier Francesco sia stato un pittore attivo a Firenze nella seconda metà del Quattrocento e titolare di un'attiva bottega dalla quale uscivano per lo più copie di tavole devozionali, desunte principalmente da opere di Filippo Lippi e Pesellino.
Di quanto appena detto, abbiamo un esempio in Palazzo Medici, nella celebre Cappella dei Magi di Benozzo Gozzoli: sull'altare in luogo dell'Adorazione di Filippo Lippi, che oggi si trova a Berlino (Staatliche Museen), si trova proprio una copia antica eseguita dallo Pseudo Pier Francesco Fiorentino.
Altro esempio di questo «fecondo pittore  della seconda metà del '400 che ha ricalcato le orme di Filippo Lippi» lo troviamo alla Pinacoteca Comunale di Gubbio nella tavola fiorentina Madonna col Bambino e San Giovannino 
- Madonna con Gesù Bambino e San Giovannino, tempera e oro su tavola, 63 x 335, Chiesa di S. Francesco Poverino - Firenze [fine XV sec.]

### Sullo Pseudo Pier Francesco Fiorentino
- Miklós Boskovits, Da Bernardo Daddi al Beato Angelico al Botticelli. Dipinti fiorentini al Lindenau-Museum di Altenburg, catalogo della mostra, Firenze, Museo di San Marco, 22 marzo - 4 giugno 2005, Firenze, Giunti, 2005, pp. 189 – 191.